# Regente Feijó (ort)
Regente Feijó är en ort i Brasilien.   Den ligger i kommunen Regente Feijó och delstaten São Paulo, i den södra delen av landet, 800 km sydväst om huvudstaden Brasília. Regente Feijó ligger 511 meter över havet och antalet invånare är 17 218.
Terrängen runt Regente Feijó är huvudsakligen platt. Regente Feijó ligger uppe på en höjd. Runt Regente Feijó är det ganska tätbefolkat, med 67 invånare per kvadratkilometer.. Närmaste större samhälle är Presidente Prudente, 13,8 km nordväst om Regente Feijó.
Trakten runt Regente Feijó består i huvudsak av gräsmarker.